# Puente de Westminster
El puente de Westminster (del inglés: Westminster Bridge), es un puente sobre el río Támesis que une Westminster y Lambeth, en Londres, Inglaterra, Reino Unido. 
El primer puente de Westminster fue un puente de piedra construido entre 1738 y 1750. Fue el segundo puente que se construyó para cruzar el río, rompiendo el monopolio que hasta entonces tenía el puente de Londres, y jugó un papel muy importante en el desarrollo del sur de Londres. 

## Historia

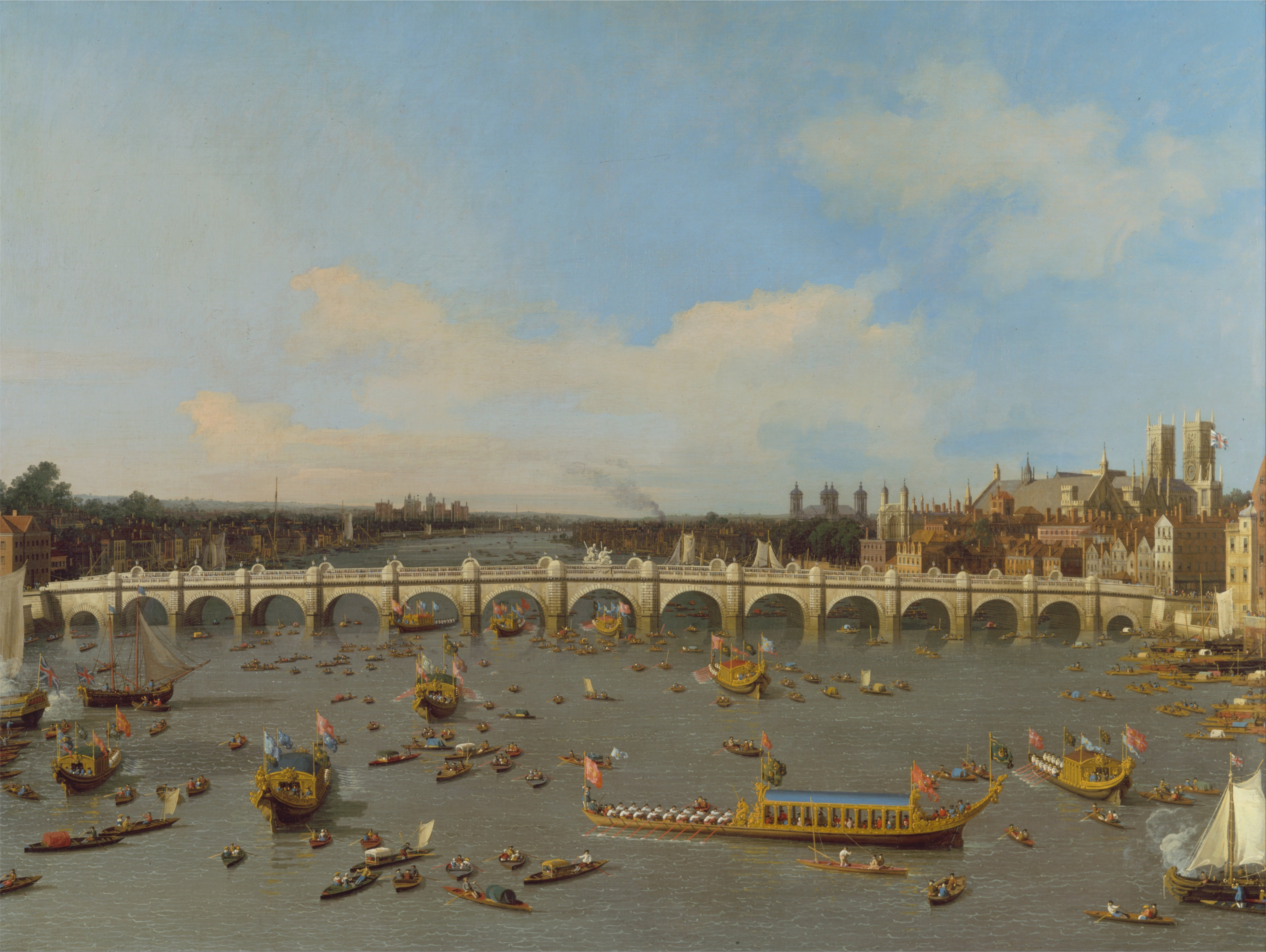
El primer Puente de Westminster. Óleo de Canaletto (1746)

Durante más de 600 años (al menos entre 1129 y 1729), el puente del Támesis más cercano al puente de Londres estuvo en Kingston. Desde finales de la época Tudor, la congestión en el horario comercial en el puente de Londres (para las mercancías transportadas en carreta por carretera desde Kent, Essex, gran parte de Surrey, Middlesex y más allá) a menudo ascendía a más de una hora. Se propuso un puente en Westminster en 1664, pero la Corporación de Liondres y la Compañía de Barqueros se opusieron, situación que se repitió en 1722. Sin embargo, se construyó un puente intermedio (aunque de madera) en Putney en 1729, y el plan de construir un nuevo puente recibió la aprobación parlamentaria en 1736. Financiado por capital privado, loterías y subvenciones, el puente de Westminster se construyó entre 1739 y 1750, bajo la supervisión del ingeniero suizo Charles Labelye. El puente se inauguró el 18 de noviembre de 1750.
La City de Londres respondió al Puente de Westminster y al crecimiento de la población eliminando los edificios sobre el Puente de Londres y ampliándolo en 1760-1763. Con Putney Bridge, el puente allanó el camino para otras cuatro estructuras sobre el Támesis en tres décadas: el puente de Blackfriars (1769, construido por la ciudad), el puente de Kew (1759), el puente de Battersea (1773) y el puente de Richmond (1777), fecha en la que se mejoraron las carreteras y los vehículos. Esta situación supuso la reducción del volumen de mercancías regularmente transportadas mediante barcazas a través del río.
El puente contribuyó a la expansión del West End como parte del Sur de Londres en desarrollo, así como al incremento del transporte de mercancías y carruajes de los condados más cercanos al estuario del río y los puertos de East Sussex y Kentish. Sin el puente, el tráfico hacia y desde el gran West End tendría que transitar por calles a menudo tan congestionadas como el puente de Londres, principalmente Strand/Fleet Street y New Oxford Street/Holborn. También se construyeron y mejoraron carreteras a ambos lados del río, incluida Charing Cross Road y las calzadas habilitadas en los alrededores de Elephant and Castle, en Southwark.
A mediados del siglo XIX, el puente se estaba hundiendo mucho y su mantenimiento era muy costoso. El puente actual fue diseñado por Thomas Page y se inauguró el 24 de mayo de 1862. Con una longitud de 250 metros (820,2 pies) y un ancho de 26 metros (85,3 pies), es una estructura de fundición de hierro de siete arcos, decorada con detalles de estilo neogótico diseñados por Charles Barry (el arquitecto del Palacio de Westminster). El puente permitió el paso de una línea de tranvía durante gran parte de la primera mitad del siglo XX, desde 1906 hasta 1952. El 5 de julio de ese año, el último tranvía realizó un viaje ceremonial a través del puente. Desde la eliminación en 1967 del Nuevo puente de Londres de John Rennie, es la estructura de carretera más antigua que cruza el Támesis en el centro de Londres.
En 2005 se llevó a cabo una completa remodelación, que fue terminada en 2007. Esta remodelación tenía como finalidad devolver al puente su antigua aspecto, reemplazando las planchas de metal y repintándolo por completo. 
El 22 de marzo de 2017, un atentado terrorista comenzó en el puente y continuó hasta Bridge Street y Old Palace Yard. Como resultado del incidente, cinco personas murieron: tres peatones, un policía y el atacante. Un compañero del policía asesinado disparó al atacante. Más de 50 personas resultaron heridas. La Policía Metropolitana llevó a cabo una investigación sobre el ataque.

## Características
El puente actual fue diseñado por Thomas Page y abrió en 1862. Con una longitud total de 250 metros, una anchura de 26 metros, y sus siete arcos, conforman un puente de metal con detalles góticos de Charles Barry (el arquitecto del Palacio de Westminster). Es el único puente sobre el Támesis que tiene siete arcos y es el más antiguo de la zona central del río.
El color predominante en el puente es el verde, el mismo color del cuero de la tapicería de los asientos de la Cámara de los Comunes que está en la zona del Palacio de Westminster más cercana al puente. Este color contrasta con el color del Puente de Lambeth que es rojo, como los asientos de la Cámara de los Lores que está en el lado opuesto del Parlamento.
Une el Palacio de Westminster en el margen oeste del río con el County Hall y la London Eye del margen este; ha sido durante los primeros años de la Maratón de Londres su punto de llegada.